# Fatimakirche (Bludenz)
Die Stadtpfarrkirche Herz Mariä, auch Fatima-Kirche, ist eine römisch-katholische Kirche in der österreichischen Stadt Bludenz in der Sonnenbergstraße 14.

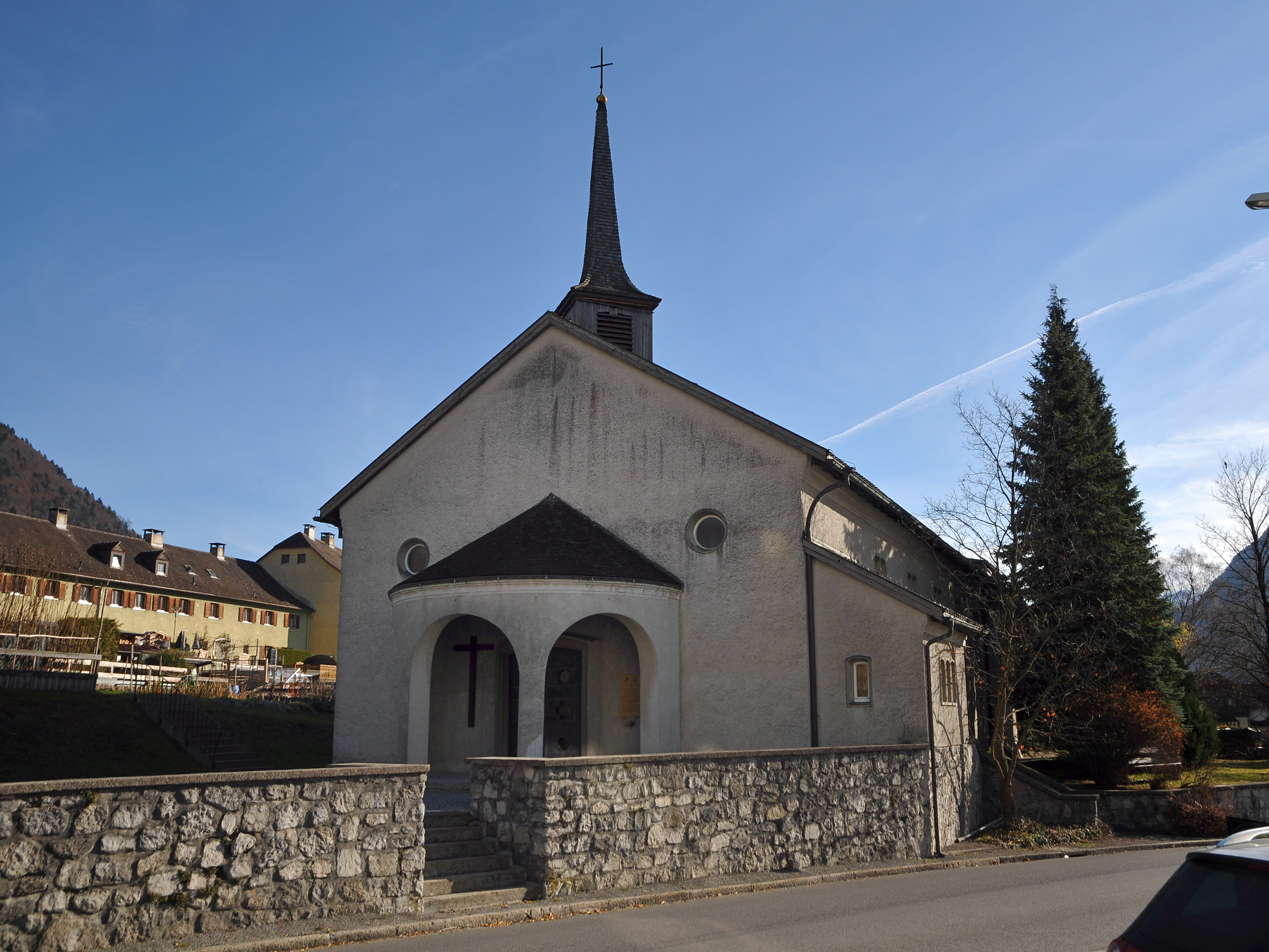
Kath. PK Zum Unbefleckten Herzen Mariens

## Geschichte
Auf Initiative von Pfarrer Dekan Adolf Ammann wurde im Stadtteil Obdorf eine Fatima-Kirche errichtet. Die Kirche wurde als Dank, dass Bludenz im Zweiten Weltkrieg von Kriegsschäden verschont blieb auf ein entsprechendes Gelübde von Amann hin in der zur NS-Zeit gebauten Südtiroler-Siedlung errichtet und 1950 eingeweiht.

## Kirche
Die Kirche erscheint stark ländlich und wurde mit einer Unterkirche und Gemeinschaftsräumen als erster Kirchenneubau Vorarlbergs nach dem Krieg in den Jahren 1948 bis 1950 errichtet. Architekt war Otto Linder, welcher bereits die Hl.-Kreuz-Kirche geplant hatte.